# Luis Chamizo Trigueros
Luis Florencio Chamizo Trigueros (Guareña, Badajoz, 7 de novembre de 1894 – † Madrid, 24 de desembre de 1945) és un escriptor espanyol en castellà i en la varietat local d'extremeny de Guareña, conegut popularment com a castúo.
Nasqué al si d'una família humil i treballadora. El seu pare Joaquín Chamizo Guerrero, natural de Castuera és boter, i la seva mare, Asunción Triguero Bravo, natural de Guareña. Va fer els cursos primaris a Guareña, pel que sembla, amb el mestre Diego López. Molt jove freqüenta el despatx del seu pare i d'amagat escriu els seus primers poemes amorosos. Es trasllada a Madrid i per a començar a cursar batxillerat que finalitzarà a Sevilla, on també obté el Títol de Perit Mercantil. Als 24 anys es llicencia en Dret a la Universitat de Múrcia, on acaba els estudis començats a la Universitat Central de Madrid.
Durant les vacances estiuenques de batxillerat i primers anys de carrera Guareña entaula amistat amb el seu paisà, Eugenio Frutos Cortés. Col·labora en el periòdic La Semana en Don Benito, que dirigeix Francisco Valdés i en estones lliures, inicia la seva aventura en parla extremenya component versos als paratges de Valdearenales, les seves gents, i a la terra que li va veure néixer. Admirador de José María Gabriel y Galán va assistir a la vetllada poètica i inauguració de l'estàtua, realitzada per Enrique Pérez Comendador, que el poble de Càceres li va oferir l'any 1925.
El 1921 marxa a Guadalcanal (Sevilla) i coneix Virtudes Cordo Nogales amb qui contreu matrimoni l'any següent. Van tenir cinc filles, Mª Luisa, Mª Victòria, Mª de les Virtuts, Consolació i Mª Assumpció. El 7 d'abril de 1924 és escollit circumstancialment, alcalde de Guadalcanal. Al mes següent és designat acadèmic de la Reial Acadèmia de Bones Lletres de Sevilla. El 1930 va ser homenatjat a Madrid per l'estrena de Las Brujas, acte que va presidir el Premi Nobel de Literatura Jacinto Benavente.
Acabada la Guerra Civil Espanyola marxa a Madrid i ingressa en el Sindicat d'Espectacles on obté un sou de l'Estat. Al carrer madrileny de l'Escorial, 15, fa classes de declamació totalment gratis. El 24 de desembre de 1945, morí als 51 anys a Madrid. 49 anys després del dia de la seva defunció, el 7 de novembre de 1994, i gràcies al poble de Guareña, les seves restes són traslladades al Cementiri Municipal per a la resta dels segles, en compliment del seu desig l'any del centenari del seu naixement 1994.
Chamizo va contactar amb el moviment modernista a través de Salvador Rueda, Francisco Villaespesa, Amado Nervo, Emilio Carrere, etc. Va conèixer Federico García Lorca, probablement Rafael Alberti i altres intel·lectuals i poetes de llavors. Chamizo fou coetani de la Generació del 27 però va estimar-se més quedar-se en el camí de la poesia regionalista. El 1921 apareix per primera vegada El Miajón de los Castuos, posteriorment escriuria l'obra de teatre Las Brujas (1932), i el seu llibre Extremadura. El 1967 es va editar a Madrid una antologia poètica amb el nom d'Obra Poètica Completa.